# Lampa bezelektrodowa
Lampa bezelektrodowa – jest to lampa, w której środowisko wyładowcze jest pobudzane do emisji promieniowania przez działanie pola elektromagnetycznego o częstotliwości radiowej lub mikrofalowej, wytwarzanego przez wzbudnik w postaci cewki lub magnetronu. Zjawisko takie jest nazywane światłem indukcyjnym. Lampy indukcyjne nie posiadają elektrod wewnątrz naczynia wyładowczego, dzięki czemu uzyskują znacznie wyższą trwałość od lamp o standardowej konstrukcji. Stosuje się je więc w miejscach gdzie wymiana źródła światła jest utrudniona. Bezelektrodowe lampy indukcyjne, podobnie jak fluorescencyjne źródła światła, w większości generują promieniowanie UV w środowisku wyładowczym składającym się z gazów szlachetnych i par np. rtęci. Jest ono następnie transformowane na obszar widzialny widma za pomocą luminoforu naniesionego na bańkę zewnętrzną. Zasada ich pracy jest więc podobna do świetlówek. Różni się zasadniczo jedynie w sposobie pobudzania środowiska wyładowczego.